# 定安话
定安话是闽语瓊雷話海南话府城片的一种方言，通行于中国海南省東北部定安縣。

## 特色
就海南话而言，海口话浊，文昌话甜，定安话软，三亚话沉，琼海话婉转，澄迈话起伏，万宁话粗犷，乐东话则如快板……各有特色。（东方例外，因为它没有共同的方言，没有一种所谓的“东方话”，东方的方言之多口音之异堪称南腔北调。）
在定安话中，“粽”字与“送”字同音，有“叶裹千年 心传平安”的美好寓意。

### 腳註
1. ↑  . www.hainan.gov.cn.   [2019-03-30].[永久]
2. ↑  冯星 (责编：施云娟、方其才). . 人民网海南视窗. 2014-05-29 21:51:45  [2019-03-30]. （原始内容存档于2014-07-23）.
3. ↑  肖霈 (责编：吴占桂、方其才). . 人民网-海南视窗. 2014-05-22 10:15:01  [2019-03-30].

### 其他
- 李荣．《海口方言词典》（《现代汉语方言大词典》分卷）．江苏教育出版社．1997年12月．ISBN 9787534331251．
- 《海口市志》 第二编 第一章 第一节

## 參閲
- 海南话拼音方案